# Svartvit taggbening
Svartvit taggbening (Tritomegas bicolor) är en insektsart som först beskrevs av Carl von Linné 1758.  Svartvit taggbening ingår i släktet Tritomegas, och familjen tornbenskinnbaggar. Enligt den finländska rödlistan är arten nära hotad i Finland. Arten är reproducerande i Sverige. Artens livsmiljö är friska gräsmarker.

## Bildgalleri

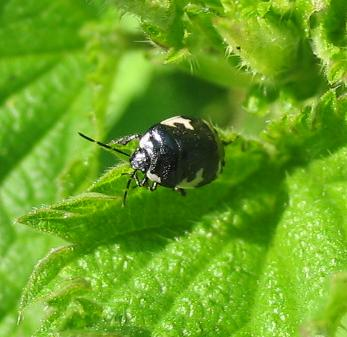
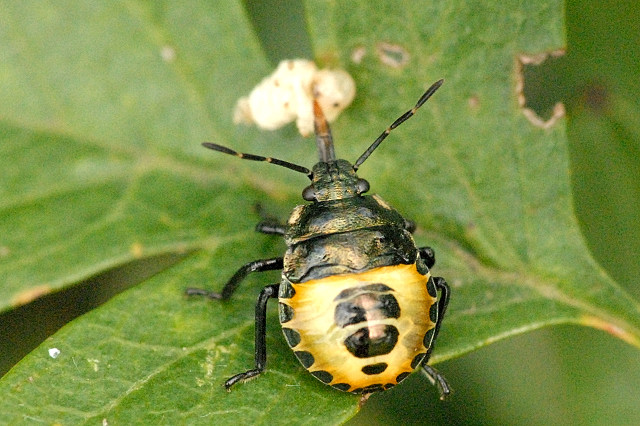
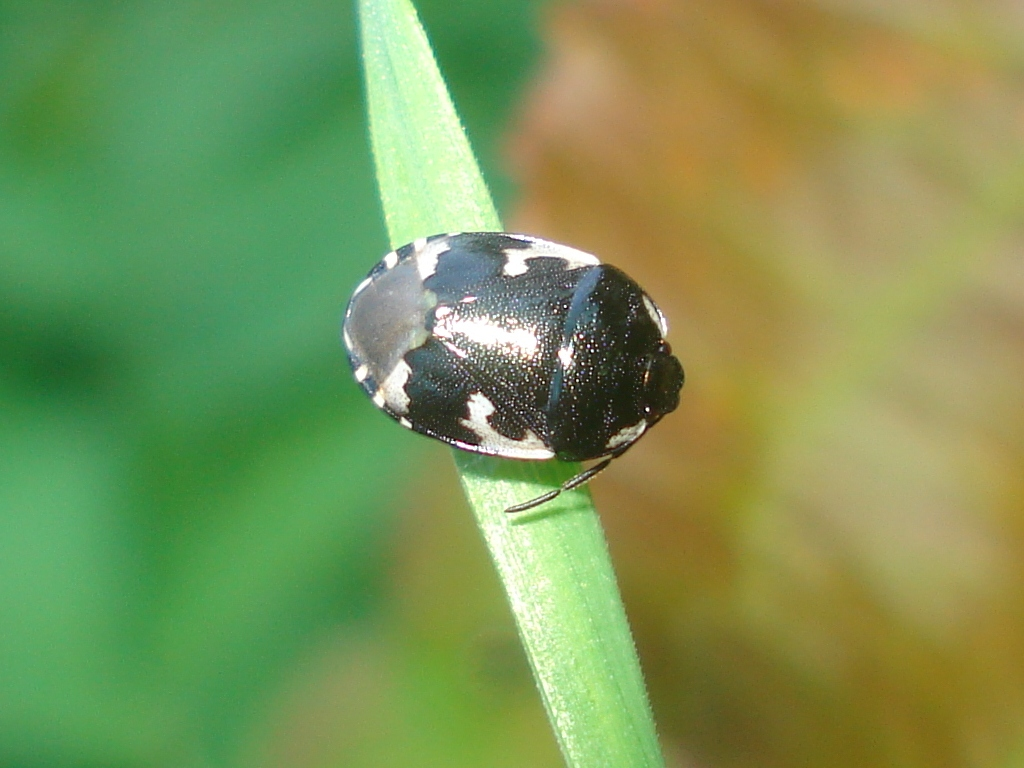
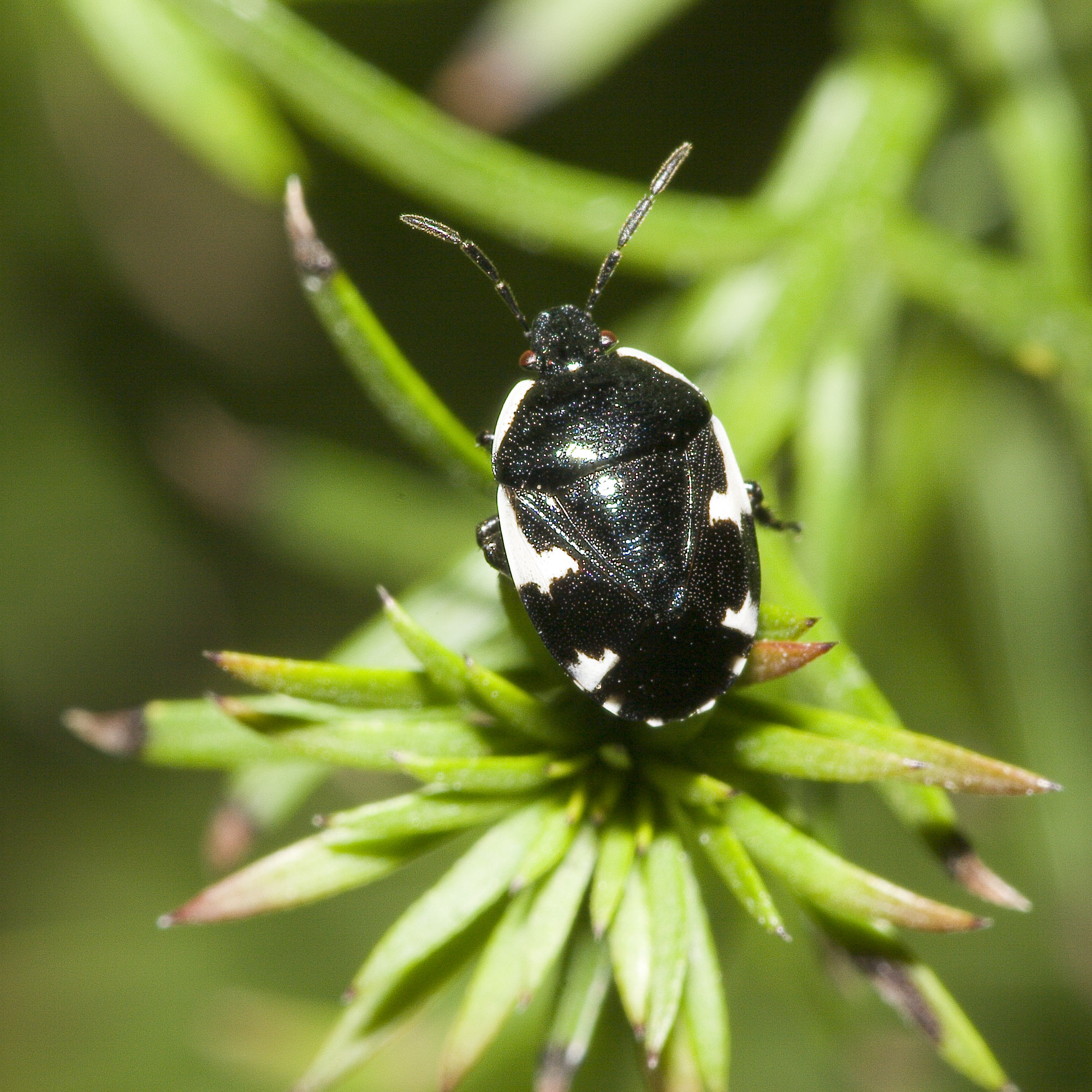